# 乌鸦果
乌鸦果（学名：Vaccinium fragile），为杜鹃花科越桔属下的一个植物变种。